# Charaxes ombiranus
Charaxes ombiranus är en fjärilsart som beskrevs av Rothschild 1900. Charaxes ombiranus ingår i släktet Charaxes och familjen praktfjärilar. Inga underarter finns listade i Catalogue of Life.